# Gaziosmanpaşa

Gaziosmanpaşa Isztambul térképén a közigazgatási átalakítások előtt

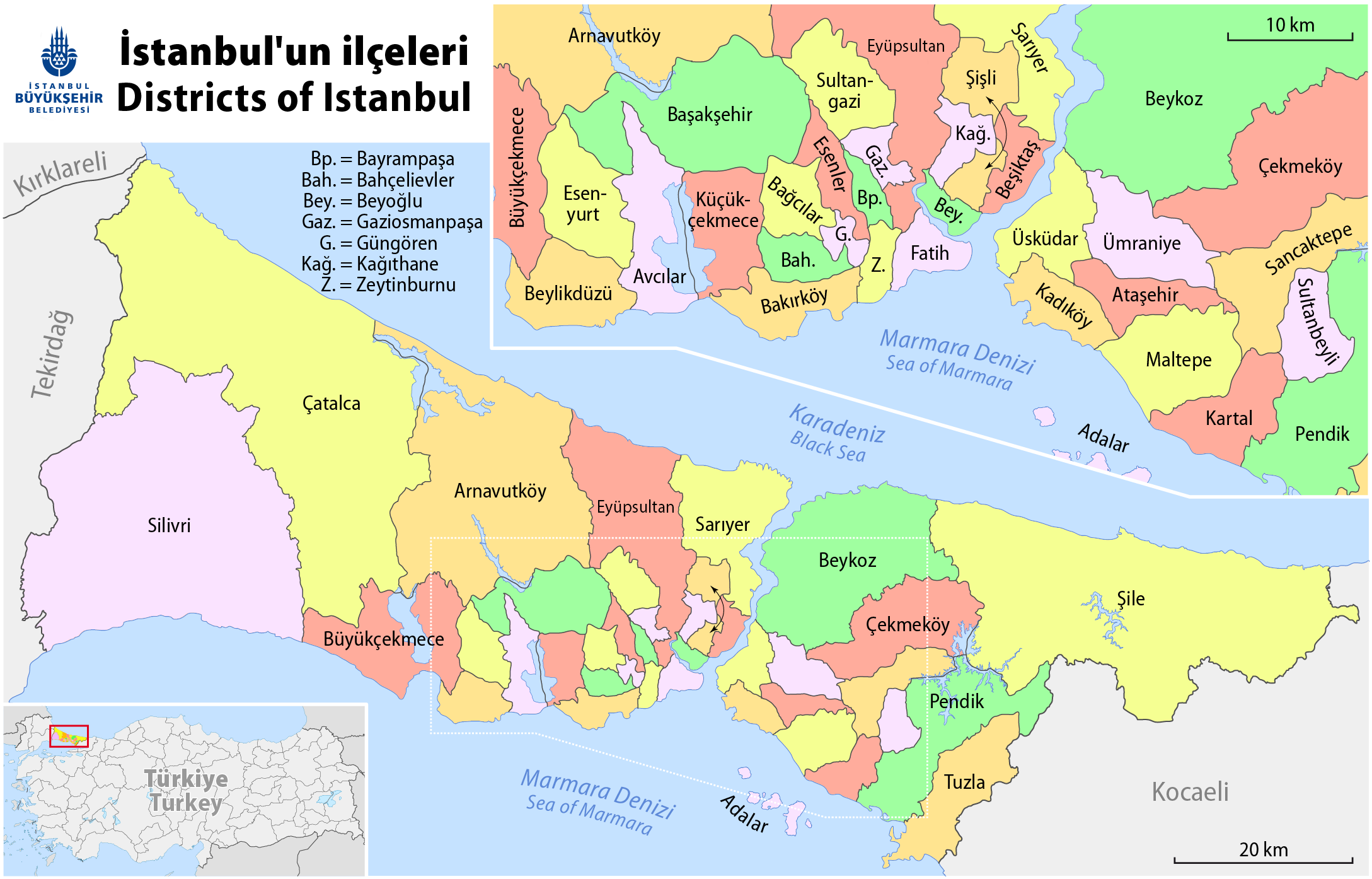
A kerület Isztambul 2009-es térképén (2-es számmal jelölve)

Gaziosmanpaşa Isztambul egyik európai oldalon fekvő kerülete, valamint Isztambul tartomány egyik körzete. 2008-ig a legnagyobb lélekszámú körzet volt 1 013 048 fős népességével, ekkor azonban a közigazgatási változtatások során felosztották, és Gaziosmanpaşa népessége így 464 109 főre csökkent.

## Története
A terület az 1950-es évekig néhány faluból állt csupán, melyek népessége 1935-ben összesen alig haladta meg a 3000 főt. A Taşlıtarla („köves mező”) néven ismert terület népessége hatvan év leforgása alatt a százhatvanötszörösére nőtt, 3000 főről 635 000-re. Az 1985-ben 1790 fő/km² népsűrűségű kerületben 1997-ben már négyzetkilométerenként átlagosan 3900 ember élt. A település 1958-ig Eyüp részét képezte. 1962-ben vált önálló kerületté, ekkor vette fel a Gaziosmanpaşa nevet is. A lakosság jórészt gecekondu (rossz állapotban lévő, gyakran engedély nélkül épített) épületekben lakik, ezek lebontása a 2000-es évek elején kezdődött meg, helyükre modern lakótelepeket építenek.